# 堀啓三
堀 啓三（ほり けいぞう、明治40年（1907年）8月27日 - 昭和59年（1984年））は日本の実業家。元小西六写真工業（現コニカミノルタ）取締役。
妻・幸代は岡田商店の元代表取締役会長岡田洲二の妹、岡田汽船の元社長岡田庄作の三女。

## 経歴
鳥取県境港市相生町出身。了吉の三男。
昭和7年（1932年）東大経済学部卒業。小西六入社、輸出、業務各課長、小田原工場長歴任。昭和22年（1947年）営業部長
昭和24年（1949年）取締役に選ばれ、販売部長、東京営業所長、業務部長の後販売本部長、日本色彩映画監査役。

## 家族・親族
- 妻・幸代（境港市、岡田洲二妹[1]、岡田庄作三女[2]）
- 子供[1]